# White Cube
Unter White Cube (engl. „weißer Würfel“) versteht man das Ausstellungskonzept, Kunst in weißen Räumen zu präsentieren. Seit den 1920er Jahren ist es üblich, insbesondere zeitgenössische Kunst in farbneutralem Weiß zu zeigen, um die Ausstellungsarchitektur deutlich hinter das Kunstwerk zu stellen und eine Interaktion zwischen Architektur und Kunstwerk zu vermeiden. In den letzten Jahren ist der White Cube allerdings umstritten, da viele Museums- und Ausstellungsarchitekten inzwischen glauben, dass sich Kunst in weißen Räumen ohne jede Aufbereitung zu wenig erleben lässt. Kritische Künstler und Theoretiker sehen den White Cube als Mittel, um Kunst durch Ästhetisierung aus dem Kontext zu reißen und dadurch in ihrer (gesellschaftlichen) Wirkung zu neutralisieren.